# Asthenargus desbaratoensis
Espèce
Asthenargus desbaratoensis est une espèce d'araignées aranéomorphes de la famille des Linyphiidae.

## Distribution
Cette espèce est endémique d'Algarve au Portugal,. Elle se rencontre vers São Brás de Alportel.

## Description
La femelle holotype mesure 1,4 mm.

## Systématique et taxinomie
Cette espèce a été décrite par Wunderlich en 2024.

## Étymologie
Son nom d'espèce, composé de desbarato et du suffixe latin -ensis, « qui vit dans, qui habite », lui a été donné en référence au lieu de sa découverte, Desbarato, un village portugais à environ 5 km à l'est de São Brás de Alportel.

## Publication originale
- (en) Jörg Wunderlich, « New and already known spiders of seven families of the Algarve, Portugal (Araneida: Araneae) », Beiträge zur Araneologie, 2024, vol. 17, p. 7-51 & 102.